# Métastase (médecine)
Pour les articles homonymes, voir métastase.
 Mise en garde médicale
Une métastase (du grec ancien : μετάστασις / metástasis, de μεθίστημι / methístēmi, « je change de place ») est, au sens large, une croissance cellulaire qui se produit à distance du site primaire de cette croissance et sans contact direct avec elle — cette définition inclut en principe les métastases infectieuses — microbiennes, virales ou parasitaires — ou tumorales, qu’elles s’effectuent par voie hématogène ou lymphatique mais en clinique courante, l’usage du terme est restreint à la métastase cancéreuse.
Les métastases sont responsables de 90% des décès par cancer ,.

## Généralités sur les métastases en cancérologie
Les organes les plus fréquemment concernés par le développement de métastases sont toujours les mêmes, certaines tumeurs tendant à essaimer dans des organes particuliers, comme l'a suggéré il y a plus d’un siècle, en 1889, la « théorie de la graine et du sol » due à Stéphane Paget.
Le cancer de la prostate, par exemple, métastase généralement dans les os. De la même façon, le cancer du côlon tend à métastaser dans le foie. Chez les femmes, le cancer de l'estomac métastase souvent dans les ovaires, où il forme une tumeur de Krukenberg. On avait remarqué que le plus souvent les principaux organes-cibles des métastases sont ceux qui jouent un rôle de filtre dans le corps sain (ex. : foie) ou dans le système immunitaire (ex. : glandes surrénales).
- Le foie accueille le plus de métastases d'adénocarcinomes, même quand ces derniers se développent dans l'enfance. On pensait que c'était surtout parce qu'il filtre la circulation digestive, en provenance de la veine porte, mais une étude[4] publiée en 2010 laisse penser que le système immunitaire pourrait en être la raison principale ; cette étude a utilisé des souris mutantes comme modèle animal. Une souche mutante développait spontanément un cancer du pancréas, une autre présentait un cancer avancé du côlon, se propageant à l'abdomen. Les chercheurs ont observé dans le foie — dès les premiers stades de développement du cancer — une expansion de deux types de cellules immunitaires myeloïdes suppressives dans le foie présentant des phénotypes (CD11b+ Gr1+) et caractéristiques fonctionnelles différentes. Ces cellules deviennent alors les leucocytes hépatiques dominants, concomitamment aux phénomènes de cancérisation du foie. Lutter contre ces cellules immunitaires de suppression (tueuses de lymphocytes T) dans le foie lors du développement d'un cancer pourrait empêcher la propagation du cancer au foie[4].
- Après le foie, ce sont les poumons qui sont le plus touchés (ils voient passer toute la circulation du corps).
- Mais les os, le cerveau, et bien que moins souvent, la plupart des autres organes peuvent également être touchés.

Les métastases sont souvent groupées, réalisant, lors des examens (radiographie de poumons, échographie hépatique, etc.), un véritable lâcher de ballons.
Les métastases font toute la gravité du cancer car l'extirpation chirurgicale complète d'une tumeur cancéreuse ne permet pas d'avoir la certitude qu'une métastase ne se découvrira pas, des mois ou des années plus tard.
À partir d’une tumeur primaire, les cellules cancéreuses peuvent pénétrer dans les vaisseaux lymphatiques et sanguins puis circuler ailleurs dans le corps grâce au système sanguin jusqu’à un centre éloigné et croître (« métastaser ») dans des tissus normaux.
La métastase définit la tumeur qui est soit bénigne, soit maligne : les tumeurs malignes sont celles qui peuvent se propager par invasion et métastases tandis que des tumeurs bénignes ne peuvent que grandir sur place. Par définition, le terme « cancer » ne s’applique qu’aux tumeurs malignes. Cependant, quelques tumeurs avec histologie bénigne peuvent se comporter comme des tumeurs malignes, par exemple dans le cas de tumeurs cérébrales, et là le traitement doit être aussi agressif qu’avec la forme maligne.
C’est la capacité de s’étendre à d’autres tissus et d’autres organes qui fait du cancer une maladie potentiellement mortelle. C’est pourquoi il y a grand intérêt à comprendre ce qui rend possible des métastases dans le cas d'une tumeur cancéreuse maligne. En effet, l'apparition de métastases traduit en général l'entrée de la maladie cancéreuse dans sa phase terminale.
Quand les cellules cancéreuses diffusent pour former une nouvelle tumeur, on parle de tumeur secondaire ou métastatique. Bien que les cellules métastatiques soient originaires de la tumeur primitive, elles ne sont pas exactement identiques aux cellules de cette dernière. En effet, ces cellules doivent acquérir un certain nombre de caractères (perte d'adhésion cellulaire, migration, invasion, etc.) leur permettant de passer du phénotype cancéreux à métastatique. Ces cellules se caractérisent par un comportement similaires aux cellules souches et peuvent alors être qualifiées de cellules souches cancéreuses. Ainsi, si le cancer du sein métastase dans le poumon, la tumeur secondaire est composée de cellules de sein malade (et non des cellules de poumon malade). La maladie dans le poumon est le cancer du sein métastatique (et non le cancer de poumon).
Les cellules cancéreuses peuvent s’étendre aux ganglions lymphatiques (ganglions lymphatiques régionaux) dans la zone de drainage de la tumeur primaire. On parle alors d’envahissement ganglionnaire, de ganglions envahis, ou de maladie régionale. La diffusion dont la localisation se limite aux ganglions lymphatiques régionaux près de la tumeur primaire n’est pas normalement comptée comme métastase, bien que ce soit une indication de pronostic plus mauvais.

## Facteurs entrant en jeu
Le phénomène de métastase est une série complexe d’étapes au cours desquelles des cellules cancéreuses quittent le site originel (tumeur primaire) et migrent vers d'autres parties du corps en utilisant le système lymphatique et/ou le système sanguin. Pour ce faire, des cellules malignes se séparent de la tumeur primaire et s’attachent en les dégradant aux protéines qui composent la matrice extracellulaire (ECM), laquelle sépare la tumeur des tissus voisins. En dégradant ces protéines, les cellules cancéreuses sont capables de briser l'ECM et de s’évader. Quand des formations cancéreuses orales métastasent, elles voyagent généralement par le système lymphatique vers les ganglions lymphatiques du cou. On dit alors que le cancer est « métastasé ».
En étudiant les conditions nécessaires pour la métastase des cancers, des chercheurs[Qui ?] ont découvert qu'un des événements critiques requis est la croissance d'un nouveau réseau de vaisseaux sanguins. Ce processus de formation de nouveaux vaisseaux sanguins est appelé angiogenèse tumorale.

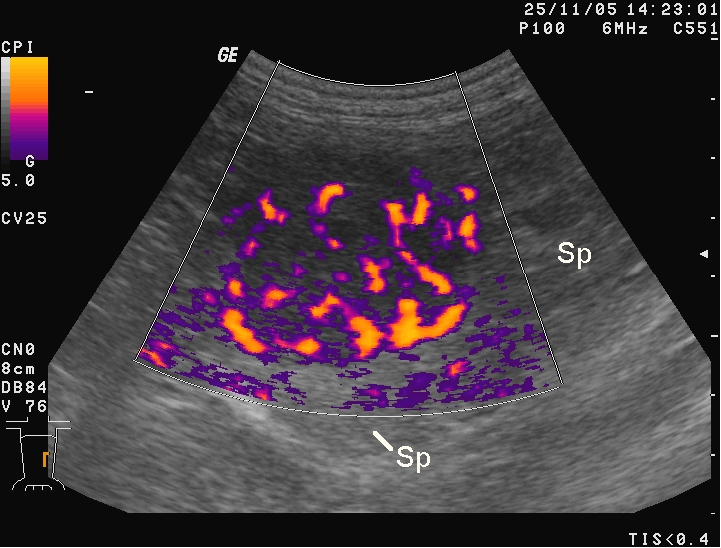
Image écho-Doppler montrant l'hypervascularisation

L’angiogenèse tumorale est la prolifération d'un réseau des vaisseaux sanguins qui pénètrent dans les croissances cancéreuses, fournissant des substances nutritives et de l'oxygène et enlevant les déchets : le chercheur Judah Folkman montre en 1971 que la tumeur ne peut grossir sans angiogenèse au-delà de 2 mm3. La tumeur angiogénétique commence en réalité lorsque des cellules de tumeur cancéreuses laissent échapper des molécules qui envoient des signaux au tissu hôte normal qui l’entoure. Cette signalisation active certains gènes dans le tissu hôte, lequel, à son tour, permet aux protéines de susciter la croissance de nouveaux vaisseaux sanguins.
Patricia Steeg, de l'Institut national du cancer de Bethesda (Maryland) a donné ce commentaire : « Les auteurs montrent que les cellules cancéreuses peuvent mobiliser des cellules de moelle osseuse normales, les amenant à migrer vers des régions particulières et à modifier l'environnement local afin d'attirer une métastase et de l’aider à se développer. » Les cellules se multiplient sur le site de la métastase et produisent une protéine appelée fibronectine, qui agit comme une sorte de glu pour attirer et prendre au piège les cellules de moelle osseuse, créant ainsi un terrain d’accueil ou un nid pour les cellules cancéreuses. « Ces nids fournissent aux cellules cancéreuses la possibilité de s’attacher ; elles peuvent ainsi s’implanter et croître. C’est non seulement une occasion de se lier ensemble mais de proliférer. Une fois que tout cela s’est produit, nous sommes en présence d’un site métastatique entièrement formé, c’est-à-dire d’une tumeur secondaire », a dit Lyden. « C'est la première fois que quelqu’un a découvert ce que nous appelons la niche prémétastatique ».

## Différentes étapes conduisant à la métastase cancéreuse

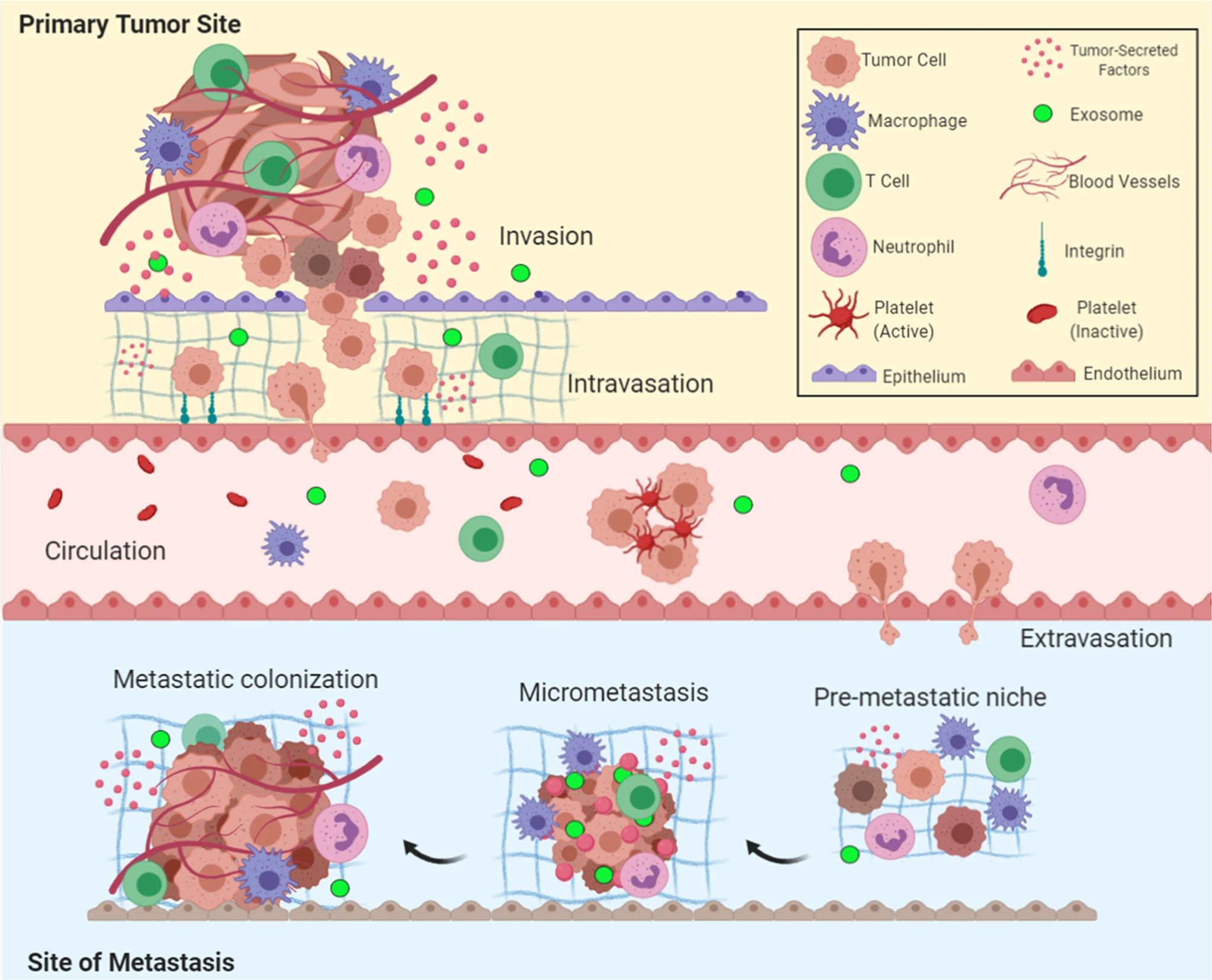
Aperçu de la cascade métastatique : les cinq étapes clés de la métastase comprennent la dissémination, l'intravasation, la circulation, l'extravasation et la colonisation.

### Dissémination

#### Élément déclencheur: l'instabilité chromosomique

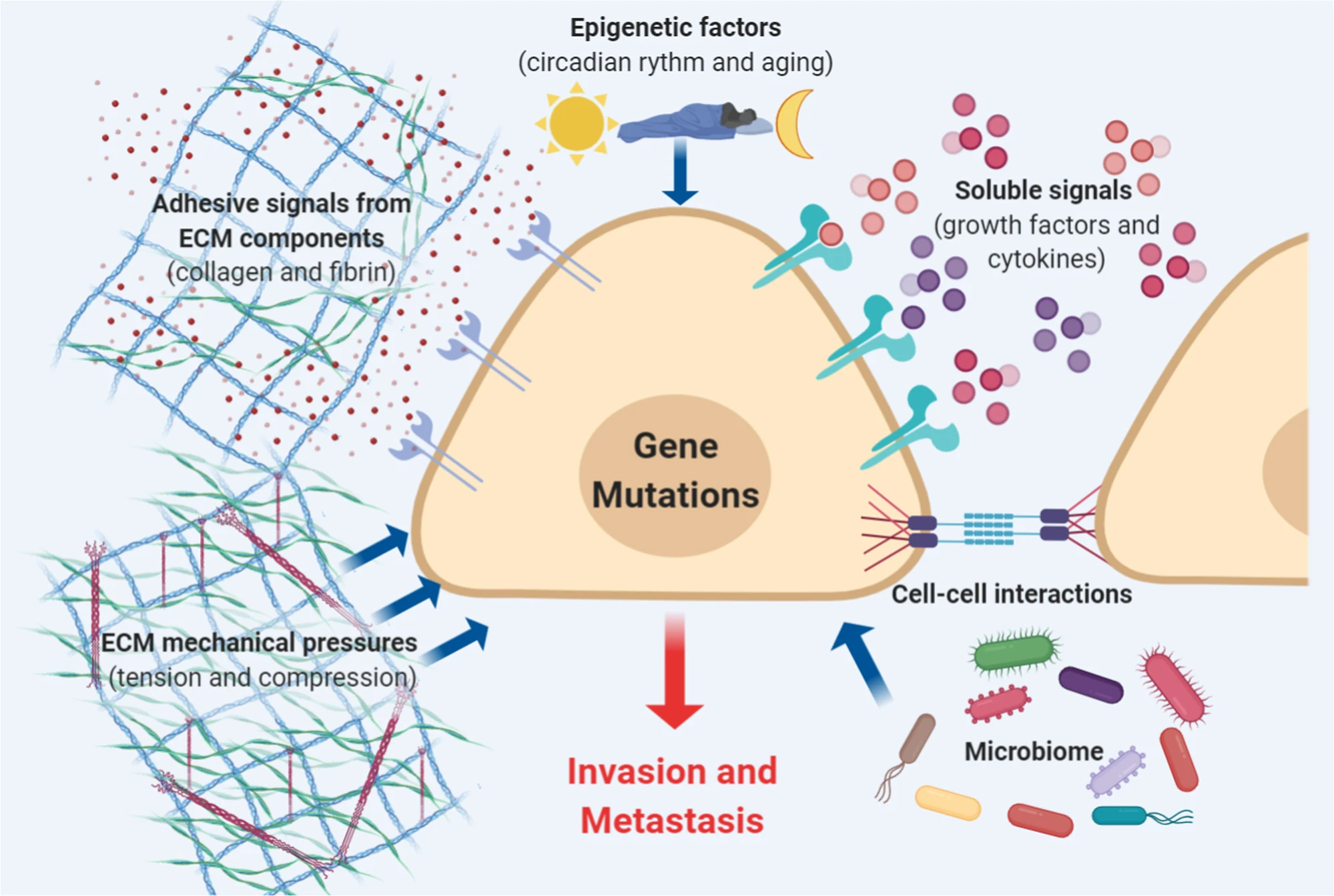
Déterminants de la dissémination des cellules cancéreuses

La dissémination des cellules cancéreuses précède les étapes initiales de la cascade invasion-métastase. Cette cascade est la conséquence de l'instabilité chromosomique provoquée par des erreurs continues dans la ségrégation des chromosomes au cours de la mitose. Les défauts de ségrégation chromosomique provoquent la rupture des micronoyaux et la sécrétion d'ADN génomique dans le cytosol, qui active ensuite les voies de détection de l'ADN cytosolique.
La recherche suggère que la nature de la cellule cancéreuse primaire détermine les différentes propriétés métastatiques comme la croissance et la réponse au traitement,.

#### Transition épithélio-mésenchymateuse

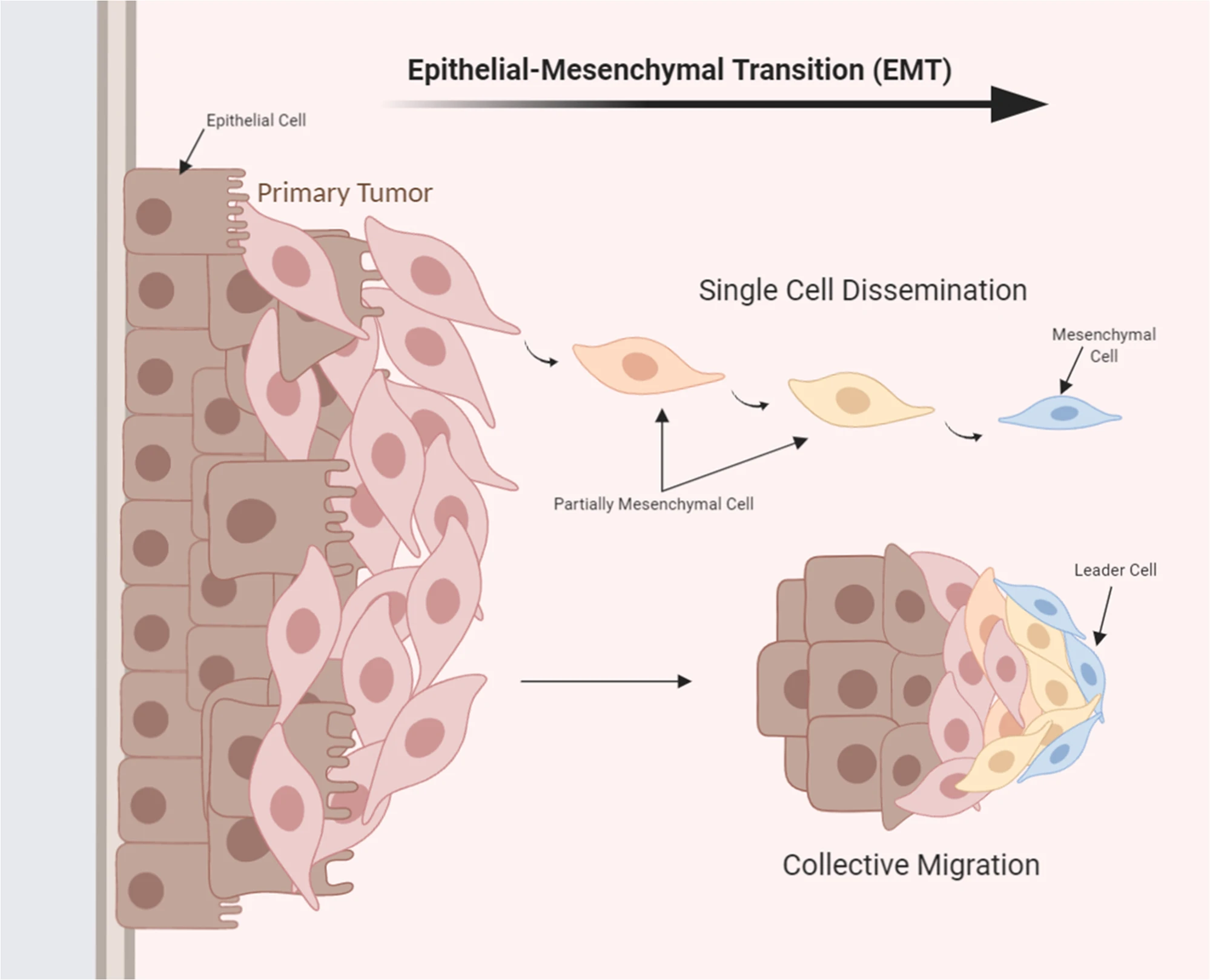
La transition épithélio-mésenchymateuse se produit par dissémination unicellulaire ou par migration collective. Le processus comprend plusieurs étapes de transition entre la cellule épithéliale initiale et la cellule mésenchymateuse invasive.

La transition épithélio-mésenchymateuse est le processus d'acquisition des cellules épithéliales qui développent la capacité d'envahir, de résister et de se disséminer. Les cellules épithéliales sont étroitement liées les unes aux autres et à la matrice extracellulaire. La transition épithélio-mésenchymateuse régit les altérations biochimiques réversibles qui permettent à une cellule épithéliale d'atteindre un phénotype mésenchymateux et confère une plasticité épithéliale-mésenchymateuse à la cellule épithéliale, ce qui est crucial pour la progression du cancer et des métastases. Cependant, toutes les cellules provenant du site tumoral primaire ne contribuent pas au développement de métastases.
La transition épithélio-mésenchymateuse est un spectre d'étapes de transition entre les phénotypes épithéliaux et mésenchymateux, et elle est régie par un certain nombre de facteurs de croissance et de voies de signalisation. La transition épithélio-mésenchymateuse spontanée dans les cellules tumorales primaires se déplace entre différents stades intermédiaires présentant différentes caractéristiques invasives, métastatiques et de différenciation. Les cellules tumorales qui expriment un mélange de phénotypes épithéliaux et mésenchymateux sont plus efficace dans la circulation, la colonisation et le développement de métastases. Le séquençage transcriptionnel de la chromatine et de l'ARN unicellulaire montre des expressions géniques différentes qui sont régulées par des facteurs de transcription et des voies de signalisation communs et distincts. Les différents stades de la transition épithélio-mésenchymateuse sont situés dans divers microenvironnements et en contact avec diverses cellules stromales. Les cellules tumorales libèrent de grandes quantités de chimiokines pour attirer les cellules immunitaires et stimuler l'angiogenèse, favorisant ainsi le développement d'une niche inflammatoire unique et hautement vascularisée. Les fibroblastes associés aux cancers conduisent et dirigent la migration des cellules cancéreuses via l'alignement de la fibronectine. L’hypoxie, les facteurs de stress métaboliques et la rigidité matricielle déclenchent la transition épithélio-mésenchymateuse dans les cellules cancéreuses.
Il existe un débat important sur l'importance de la transition épithélio-mésenchymateuse dans les métastases du cancer et la résistance à la chimiothérapie,,. Elle ne semble pas essentielle aux métastases des cancers du pancréas et du poumon mais elle contribue à la chimiorésistance,.
Bien que la transition épithélio-mésenchymateuse n'est peut être pas indispensable puisse être nécessaire pour l'initiation des métastases, le processus inverse de transition mésenchymateuse-épithéliale est nécessaire pour la progression métastatique. Dans les métastases osseuses, la sélectine-E dans le système vasculaire osseux induit l'activation de transition mésenchymateuse-épithéliale et l'activation de la protéine Wnt  dans les cellules cancéreuses est nécessaire la formation de tumeurs métastatiques.

#### Amorçage de la niche prémétastatique
Les sites secondaires ne reçoivent pas passivement les cellules cancéreuses. En fait, le microenvironnement tumoral sélectionne une zone appelée  niche prémétastatique avant même l'initiation des métastases. Le développement d'un niche pré-métastatique est un processus en plusieurs étapes impliquant des facteurs de sécrétion et des vésicules extracellulaires induisant un remodelage de la matrice extracellulaire et une immunosuppression locale. Les microscopes à haute définition ont obtenu des images de cellules cancéreuses partageant du matériel biologique avec des cellules moins cancéreuses rendant ces cellules plus cancéreuses. Les cellules cancéreuses libèrent des vésicules qui transportent l'ARN messager transcrit à partir de gènes impliqués dans la migration cellulaire et métastases, qui sont ensuite acceptées par d'autres cellules,. Une fois que les cellules saines ont englouti ces vésicules, les cellules qui n'expriment pas de phénotype malin commencent à migrer plus rapidement. Les gènes transférés améliorent également la capacité des cellules à envahir d’autres organes. Ainsi, les caractéristiques métastatiques peuvent être transférées par échange de vésicules extracellulaires.

##### Rôle des exosomes
Les tumeurs primaires libèrent des quantités importantes d'exosomes qui transfèrent des facteurs favorisant l'invasion, tels que les micro-ARNs , aux cellules cancéreuses tumorigènes,,. Par exemple,le micro-ARN-10b est transporté et libéré par les exosomes et détermine les propriétés métastatiques dans le cancer du sein. cellules. invasion de cellules cancéreuses, De plus, les exosomes sécrètent des inducteurs de transition épithélio-mésenchymateuse qui stimulent la progression de la transition épithélio-mésenchymateuse des cellules épithéliales de l'hôte, leur fournissant ainsi la capacité d'envahir et de métastaser,,,. Les exosomes ont la capacité de remodeler la matrice extra-cellulaire en interagissant avec les fibroblastes, les cellules stromales et les cellules endothéliales pour dégrader les composants associés à la protéase tels que le collagène, la laminine et la fibronectine. La matrice cellulaire extra-cellulaire altérée par les exosomes présente une prolifération accrue des cellules stromales, et la résistance des cellules tumorales aux signaux apoptotiques. Ceci, associé à l'effet des chimiokines et des facteurs de croissance, conduit à la formation d'un nouveau microenvironnement pour les cellules cancéreuses, les cellules immunitaires et d'autres constituants stromaux, appelé niche pré-métastatique,,,dans lequel les cellules métastatiques s'arrêtent, extravasent et finalement colonisent,,.
En plus de leur rôle dans l’amorçage de la niche pré-métastatique, les exosomes participent à l’organotropisme des cellules cancéreuses. Cette affinité envers certains organes provient de l'avidité exosomale pour des cellules hôtes spécifiques. L'étude de l'expression protéomique exosomale du cancer des os a montré différents modèles d'intégrines, dans lesquels les intégrines exosomales α6β4 et α6β1 étaient corrélées aux métastases pulmonaires, tandis que l'intégrine exosomale αvβ5 était associée aux métastases hépatiques. L'absorption des intégrines dans le site secondaire a conduit à la phosphorylation de la protéine oncogène Src et à l'expression du gène pro-inflammatoire S100 . Le ciblage de ces intégrines a diminué l'absorption exosomale et diminue le nombre de métastases pulmonaires et hépatiques par diminution de l’absorption des exosomes. Les autres protéines et lipides membranaires associés à la matrice extra-cellulaire influencent le ciblage spécifique des exosomes sur leurs cellules hôtes spécifiques,,,,. De plus, l'internalisation exosomale par les cellules hôtes cibles active des voies endocytaires hétérogènes telles que la clathrine, le radeau lipidique et l'absorption médiée par la cavéoline,.
Les métastases médiées par les exosomes ne dépendent pas uniquement des exosomes libérés par la tumeur. En fait, les exosomes dérivés des astrocytes assurent le transfert intercellulaire des micro-ARNs qui ciblent le gène suppresseur de tumeur PTEN vers les cellules cancéreuses métastatiques, favorisant ainsi l'invasion et les métastases cérébrales. Cela conduit à son tour à la sécrétion accrue du ligand de chimiokine 2 , qui recrute des cellules myéloïdes, améliorant la croissance des cellules métastatiques cérébrales et réduisant l'effet de la signalisation apoptotique. L'inhibition de la libération exosomale astrocytaire prévient la perte de PTEN et supprime les métastases cérébrales.

#### Modification de la matrice extracellulaire
La matrice extracellulaire est un échafaudage de macromolécules interconnectées formant un réseau qui englobe les cellules présentes dans les tissus et les organes. Cette environnement  spécialisé modifie les propriétés des cellules et affecte leur propension à proliférer, à migrer et à survivre,. À la suite de déclencheurs physiologiques et pathologiques, la protéolyse partielles des macromolécules libèrent des peptides , appelées matrikines, sont libérées pour remodeler la matrice extra-cellulaire, rétablir un maillage fonctionnel et maintenir l'homéostasie des tissus,. Dans les métastases cancéreuses, le remodelage de la matrice extra-cellulaire est détourné, conduisant à une tumorigenèse stromale,,,. Une variété de composants majeurs de la matrice extra-cellulaire, comme les protéoglycanes, le collagène, les laminines, la fibronectine, l'élastine, d'autres glycoprotéines et les protéinases, sont impliqués dans les processus invasifs et métastatiques des cellules cancéreuses.
Une étape importante de l’invasion est le désassemblage de la matrice extra-cellulaire et de ses constituants grâce à des enzymes telles que les métalloprotéinases matricielles. Les métalloprotéinases matricielles jouent un rôle majeur dans l’invasion, la prolifération cellulaire, la survie, la réponse immunitaire et l’angiogenèse,. Les métalloprotéinases matricielles sont élevés dans la plupart des types de cancer et sont continuellement associés à un mauvais pronostic,. Les cellules cancéreuses ajustent la niche métastatique pour stimuler la croissance en remodelant la matrice extra-cellulaire. Les changements dans l’accessibilité des nutriments et les réactions métaboliques dans les tissus déterminent la probabilité que les cellules cancéreuses se métastasent. Par exemple, les cellules métastatiques du cancer du sein métabolisent le pyruvate, qui est abondant dans les poumons, pour piloter le remodelage de la matrice extra-cellulaire à base de collagène dans la niche métastatique pulmonaire.

#### Autres facteurs

##### Microbiote
Le concept de « microbiote tumoral » vient du fait que des bactéries ont été détectées au sein des tumeurs elles-mêmes. Bien qu’aucun lien avec les résultats thérapeutiques des patients et la survie n’ait été établi, les bactéries confèreraient une vulnérabilité à des cancers spécifiques.
Les bactéries ciblent sélectivement les tumeurs dotées de réseaux vasculaires riches et sont attirées par chomiotactisme chimiotactique. Les bactéries anaérobies strictes ou facultatives, en particulier, survivent vigoureusement dans les microenvironnements tumoraux hypoxiques,. Les bactéries sont métaboliquement actives entrainant des altérations de la structure chimique de certains agents chimiothérapeutiques et affecte la réponse au traitement,. Les gammaprotéobactéries situées dans le cancer du pancréas confèrent une résistance à la gemcitabine, un médicament couramment utilisé dans les cancers gastro-intestinaux,. Fusobacterium nucleatum favorise également la résistance au cancer colorectal en initiant l'autophagie et en activant les récepteurs de type Toll sur les cellules cancéreuses.

### Pénétration dans le système vasculaire ou intravasion
L'intravasation ou la traversée des cellules cancéreuses de la paroi du système vasculaire, est médiée activement ou passivement, et dépend du type de tumeur, du microenvironnement et du système vasculaire. Cette intravasation des cellules tumorales est régulée par des facteurs présents dans le microenvironnement tumoral. Les cellules tumorales situées le long de la périphérie du vaisseau perturbent l'endothélium du vaisseau et pénétrentnt dans la circulation. De plus, les contraintes architecturales du tissu imposent certaines pressions mécaniques sur les cellules tumorales envahissantes pendant l'intravasation. La compression nucléaire est particulièrement importante menaçant l'intégrité du noyau de la cellule envahie responsable d'un réarrangement génomique, ce qui augmente le potentiel métastatique.
Les intégrines sont les principaux récepteurs d'adhésion cellulaire qui sont impliqués dans presque toutes les étapes de la progression du cancer, depuis le développement de la tumeur primaire jusqu'aux métastases. Une expression altérée des intégrines est fréquemment détectée dans les tumeurs, où les intégrines jouent un rôle dans l'activation de la signalisation du récepteur du facteur de croissance épidermique. De plus, les intégrines régulent le processus de colonisation en facilitant la survie indépendamment de l'ancrage des cellules tumorales circulantes. Les cellules métastatiques utilisent la cadhérine E dans les sites métastatiques pour se détacher, se disséminer et coloniser. Cela favorise la survie des cellules métastatiques et bloque l'apoptose réactive médiée par l'oxygène.

### Circulation

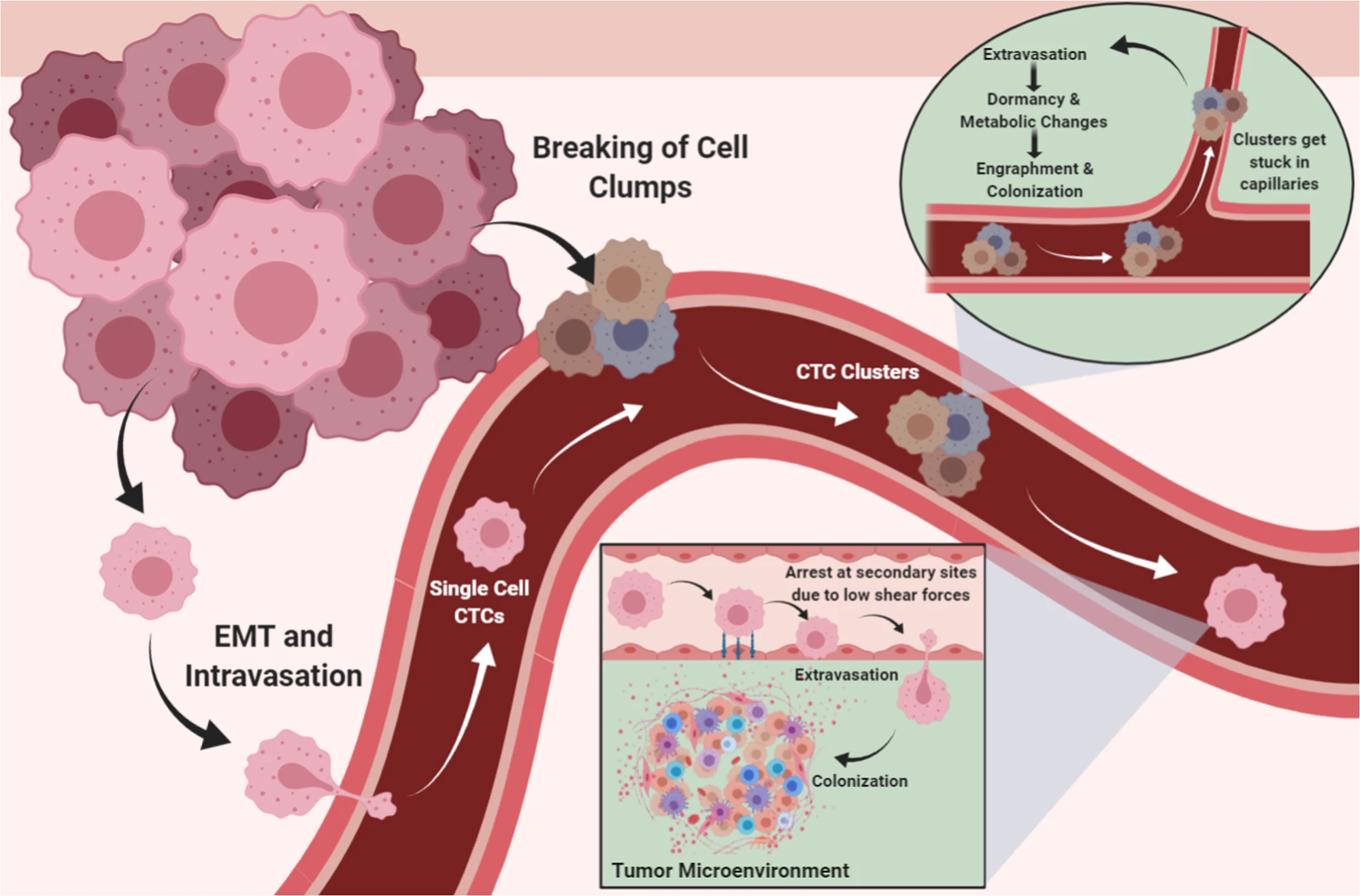
Les cellules cancéreuses circulent individuellement ou en grappes. Après s'être arrêtées sur des sites secondaires ou coincées dans des capillaires, les cellules tumorales circulantes extravasent et colonisent leurs nouvelles niches. Certaines cellules entrent en dormance comme mécanisme d'adaptation au nouvel environnement.

Les interactions entre les cellules tumorales circulantes et les composants de la circulation déterminent la survie et la capacité des cellules tumorales circulantes à éventuellement s'extravaser dans des sites distants,,. La plupart des cellules tumorales circulantes circulent sous forme de cellules individuelles, tandis que d'autres se déplacent en grappes. Cependant, les amas en circulation sont beaucoup plus susceptibles de former des métastases. En plus des cellules cancéreuses envahissantes, les amas contiennent des cellules stromales et des composants immunitaires du microenvironnement tumoral d'origine qui améliorent sa survie,,. Les neutrophiles participent à l'amas et suppriment l'activation immunitaire des leucocytes, ce qui augmente les chances de survie des cellules tumorales circulantes. De plus, l'interaction des cellules tumorales circulantes avec les plaquettes conduit à la formation d'un bouclier de plaquettes autour des cellules cancéreuses qui empêche la détection des cellules tumorales circulantes par les cellules immunitaires et fournit la structure nécessaire pour supporter les contraintes physiques de la circulation,,.
Un facteur important dans le processus métastatique est la capacité des cellules tumorales circulantes à adhérer et à extravaser à travers les cellules endothéliales et à coloniser les niches pré métastatiques. Dès que les cellules tumorales circulantes s'arrêtent dans les capillaires, soit ils s'extravasent par migration transendothéliale, soit ils se développent dans le vaisseau avant une éventuelle extravasation et colonisation de la niche pré-métastatique,,,.

#### Résistance aux forces vasculaires et à la pression mécanique
Les cellules tumorales circulantes détectent et réagissent à la mécanique des tissus et provoquent des altérations tissulaires brèves ou durables, notamment le raidissement, la compression et la déformation de la matrice extra-cellulaire, le déploiement des protéines, le remodelage protéolytique.
Des pressions mécaniques sont susceptibles d'être détectées lors de l'arrêt des cellules tumorales circulantes sur des sites distants, lorsque à la sortie des vaisseaux (extravasation) et pendant la croissance métastatique. Les vitesses d'écoulement dans les régions vasculaires jouent un rôle important dans le processus de métastase à distance. Le passage des cellules tumorales circulantes dans la circulation sanguine est interrompu lorsque leur capacité d'adhésion devient supérieure aux forces de cisaillement. qui leur sont imposés par le flux sanguin. Par conséquent, les régions à faible flux hémodynamique sont les régions où la plupart des cellules tumorales circulantes se stabilisent et interagissent avec les cellules endothéliales. C'est dans de telles régions qu'individuellement des cellules tumorales circulantes uniques peuvent former des amas intravasculaires. Une fois les cellules tumorales circulantes fixées dans la microvascularisation, elles sont fragmentées par le flux sanguin. Cela génère une interaction immunitaire qui favorisent l'extravasation et le développement des métastases à partir des cellules tumorales circulantes survivantes.Par conséquent, les forces de cisaillement jouent un rôle important dans les métastases hématogènes et dans la détermination du lieu de l'arrêt terminal,.

#### Rôle des chimiokines et des cytokines dans la circulation les cellules tumorales
La migration des cellules métastatiques dans la circulation repose souvent sur les chimiokines , le système du complément  et sur des facteurs métaboliques à effet antioxydant qui dirigent les cellules tumorales à travers le système vasculaire,. Les cellules cancéreuses, quand elles circulent en très grand nombre, stimulent la production d'interleukine 6 et d'interleukine 8 qui stimulent les voies biochimiques et faciliter la migration des tumeurs. Dans les modèles murins de cancer du sein, le blocage des récepteurs de l'IL-6 et de l'IL-8 a minimisé les métastases au niveau des ganglions lymphatiques, des poumons et du foie par rapport à celles des groupes témoins.
D'autres données suggèrent que les tumeurs métastatiques induisent le libération d'interleukine 1 bêta , qui induit la libération d'interleukine 17 par les lymphocytes T gamma delta), supprimant les lymphocytes T CD8+ cytotoxiques et favorisant les métastases. La perte de la protéine P53 dans les cellules cancéreuses induit la sécrétion de ligands WNT qui stimulent la production d’interleukine 1 bêta, provoquant ainsi une inflammation neutrophile prométastatique.

### Extravasion

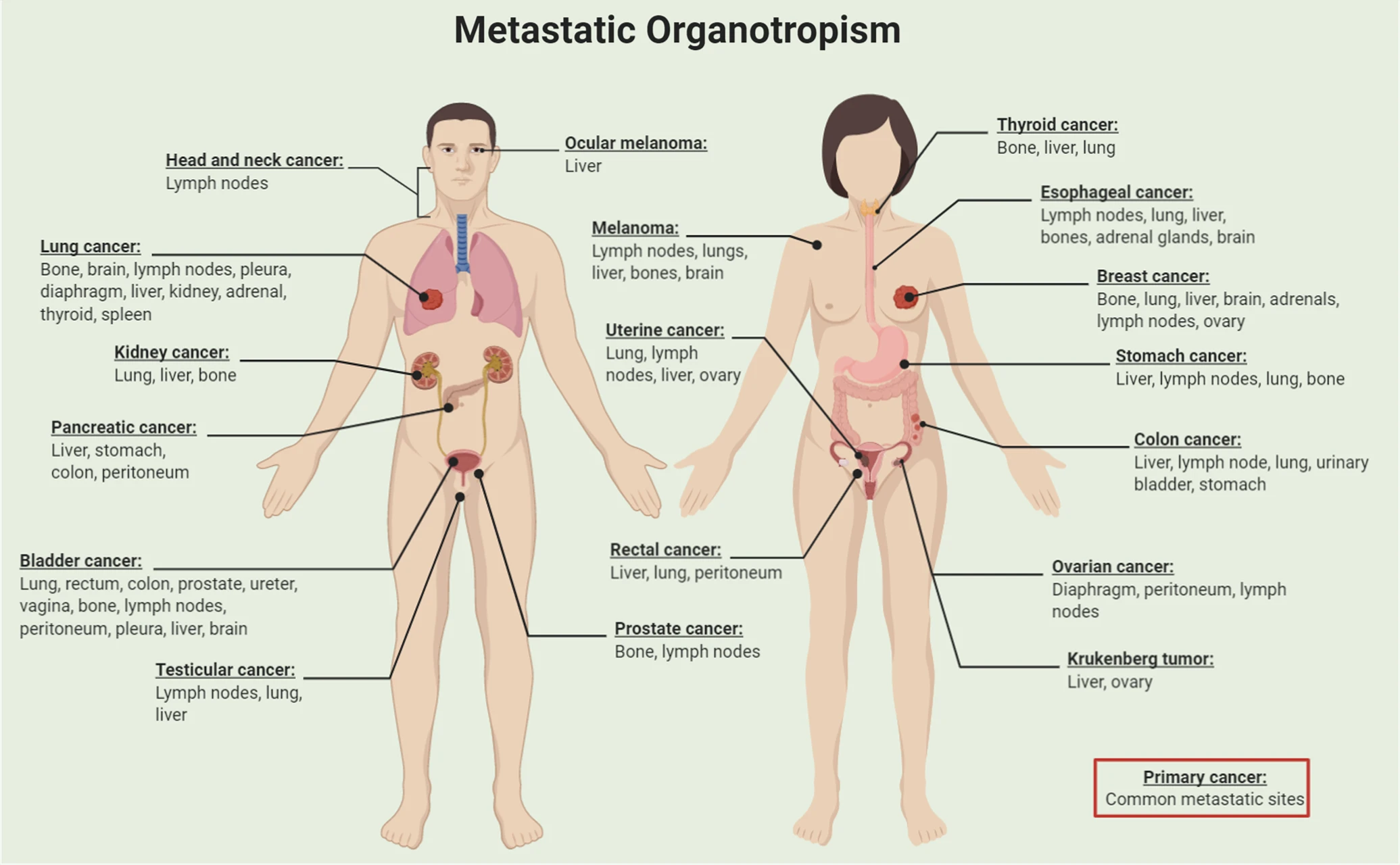
Organotropisme des métastases : les observations cliniques suggèrent que la plupart des cancers métastasent dans des organes cibles spécifiques, un processus connu sous le nom d 'organotropisme métastatique.

Lorsque les cellules tumorales circulantes traversent de petits capillaires, elles sont piégée conduisant soit à une rupture microvasculaire, soit à une extravasation. Comme les organes tels que le foie et les os possèdent des vaisseaux sinusoïdaux très perméables, les cellules tumorales circulantes colonisent plus facilement ces organes. Dans d'autres organes, les cellules tumorales circulantes sont confrontées à des barrières étanches et des membranes basales qui nécessitent une médiation génétique et moléculaire pour pouvoir extravaser.
L'extravasation est un processus complexe qui implique des interactions ligand-récepteur, des chimiokines et des cellules non tumorales en circulation,. Les intégrines, encore une fois, jouent un rôle essentiel dans la détermination des sites où l'extravasation et la colonisation.
L'hypothése que l’extravasation des cellules cancéreuses se produit de la même manière que la migration transendothéliale des leucocytes,, a été réfuté par la mise en évidence que les cellules cancéreuses induisent une nécrose programmée des cellules endothéliales, entraînant l’extravasation des cellules métastatiques. Le traitement par la nécrostatine-1, un inhibiteur de la RIPK1 (Receptor-interacting serine/threonine-protein kinase 1)interagissant avec les récepteurs, ou par la délétion spécifique des cellules endothéliales de RIPK3 (Receptor-interacting serine/threonine-protein kinase 3) a réduit la nécroptose endothéliale et l'extravasation métastatique.
L'organotropisme a été abordé pour la première fois par Paget dans le cadre de l'hypothèse des « graines et du sol ». La recherche sur le cancer du sein a soutenu cette hypothèse,, les chercheurs élucidant les bases génétiques de la colonisation du cancer dans des organes distants.
De plus, le microenvironnement de l'hôte joue un rôle dans l’extravasation et la colonisation des cellules cancéreuses à des sites spécifiques.Par exemple, dans le cancer du sein, Le flux de calcium, par exemple, a été identifié comme un mécanisme interactif entre la niche ostéogénique et les cellules tumrales , qui favorise la progression des métastases osseuses.

### Colonisation
Les cellules circulantes qui extravasent au niveau du site cible sont confrontées à des conditions de survie difficile . Un certain nombre de facteurs sécrétés de la tumeur et de cellules de la moelle osseuse signalent la formation de la niche pré-métastatique dans laquelle les cellules tumorales colonisent et se développent ,,,. Outre les facteurs sécrétés de la tumeur, les exosomes jouent encore un rôle majeur. Les exosomes jouent un rôle dans l’éducation des cellules progénitrices de la moelle osseuse pour qu’elles deviennent métastatiques . Des recherches ont montré des résultats similaires dans le cancer du pancréas, dans lesquels les exosomes ont initié la formation de niche pré-métastatique dans le foie . Les interactions entre cellules cancéreuses et cellules hôtes sont également importantes pour une colonisation appropriée. Les hépatocytes contrôlent l’accumulation de cellules myéloïdes et la fibrose dans le foie augmentant ainsi la susceptibilité du foie à la colonisation métastatique. Dans les modèles murins de cancer du pancréas, les hépatocytes induisent la signalisation STAT3 médiée par l'interleukine 6 et augmentent la sécrétion d'amyloïde sérique A1 et A2. L'inhibition de la signalisation interleukine 6-STAT3-Amyloïde sérique empêche l'établissement d'une niche pré-métastasique et inhibe les métastases hépatiques .
L’établissement d’un réseau vasculaire est crucial pour une bonne colonisation métastatique. Le mimétisme vasculaire détermine la capacité de certaines cellules cancéreuses du sein à contribuer aux métastases à distance via la surexpression de serpine 2 et la secretory leukocyte protease inhibitor (SLPI) . Ces deux gènes sont surexprimés préférentiellement chez les patientes humaines présentant des métastases pulmonaires du cancer du sein, ce qui suggère leur potentiel de progression métastatique .
Les cellules cancéreuses colonisatrices sont également capables d’utiliser les voies de signalisation neuronale pour leur croissance et leur adaptation. La proximité des cellules cancéreuses du sein avec les synapses neuronales permet aux cellules cancéreuses de détourner la signalisation du récepteur N-méthyl-D-aspartate pour favoriser les métastases cérébrales . La protocadhérine 7 est une protéine qui favorise l'assemblage des jonctions lacunaires cellules cancéreuses-astrocytes composées de connexine 43. Les cellules cancéreuses métastatiques utilisent ces jonctions pour transférer le deuxième messager cGAMP vers les astrocytes, activant ainsi la voie du stimulateur des gènes de l'interféron et produisant des cytokines inflammatoires telles que l'interféron alpha et le facteur de nécrose tumorale. À leur tour, ces facteurs activent les voies STAT1 et NF-κB dans les cellules métastatiques du cerveau, favorisant ainsi la croissance tumorale et la chimiorésistance .

#### Les cellules dormantes
Par définition, la dormance du cancer est une phase d'arrêt de la progression du cancer qui survient pendant la phase de formation de la tumeur primaire ou après l'invasion de sites secondaires . La dormance métastatique se produit spécifiquement en raison de l'acclimatation retardée des cellules cancéreuses en diffusion vers leurs niches secondaires  et affecte des cellules envahissantes uniques. ou des grappes de cancer après circulation.
Chez de nombreux survivants du cancer, les cellules cancéreuses dormantes sont présentes longtemps après l'ablation radicale de la tumeur primitive et seraient responsables de rechutes tardives . Deux mécanismes de dormance existeraient: la dormance angiogénique dans laquelle un équilibre est réalisé entre la division cellulaire et la mort cellulaire par absence de vascularisation des cellules cancéreuses et la dormance à médiation immunitaire dans laquelle la masse tumorale est préservée de la cytotoxicité des cellules immunitaires ,. Certains pensent que le microenvironnement de l'organe cible ordonne aux cellules tumorales circulantes d'entrer en dormance, tandis que d'autres pensent que les tumeurs primaires précodent une signature de dormance sur les cellules tumorales circulantes qui s'activent lorsque les cellules tumorales circulantes pénètrent dans le microenvironnement hôte. Une autre explication possible est que la dissémination précoce engendre des cellules tumorales circulantes qui répondent aux signaux induisant la dormance et entrent en dormance dans les organes cibles .

##### Mécanismes moléculaires de la dormance

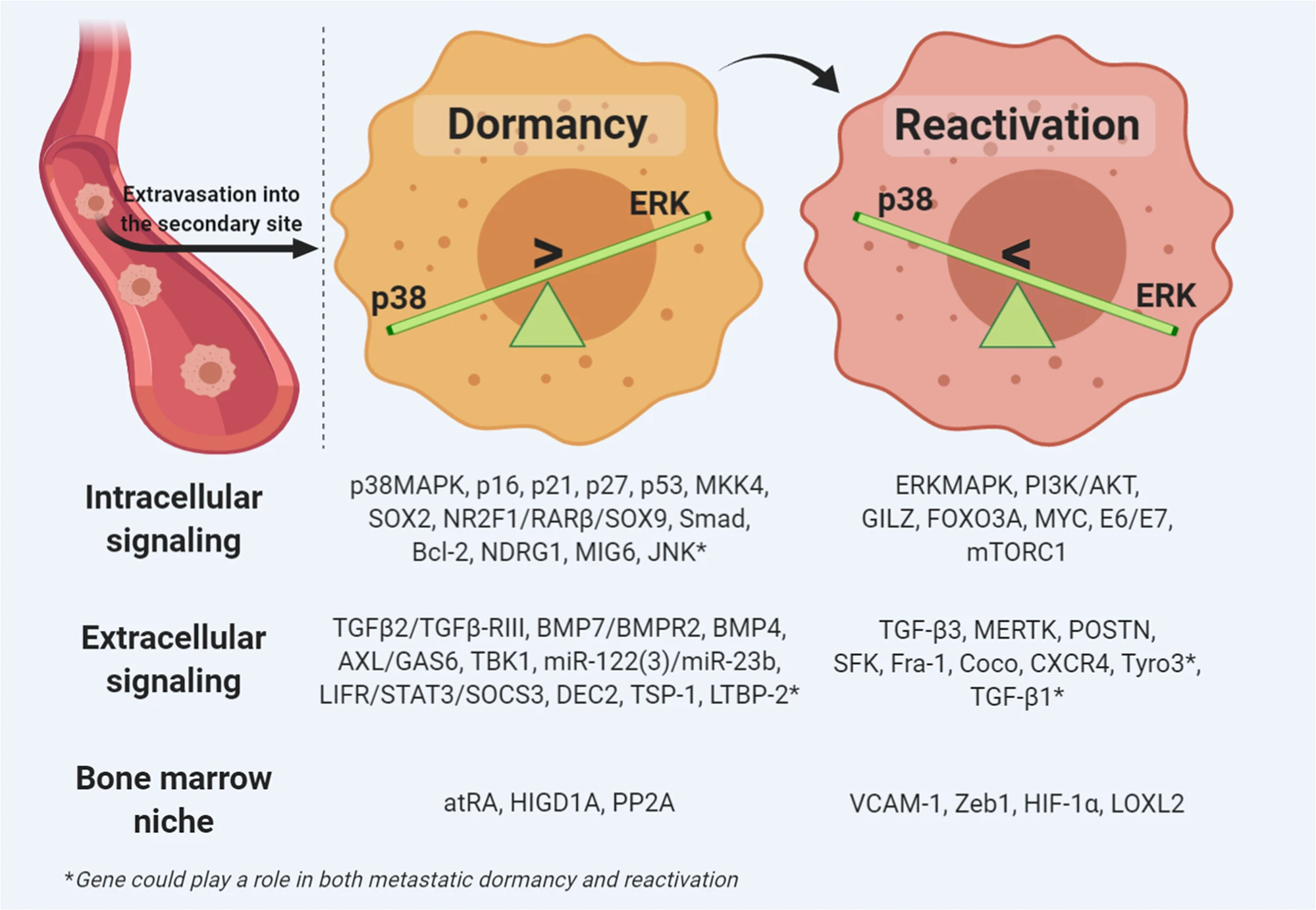
Dormance et réactivation des cellules cancéreuses : les voies de signalisation qui régissent la dormance des cellules cancéreuses et leur réactivation ultérieure impliquent la signalisation intracellulaire, la signalisation extracellulaire et les signaux d'induction provenant de la niche de la moelle osseuse.

La régulation de la dormance des cellules tumorales implique des interactions réciproques entre l'environnement et les mécanismes qui contrôlent les programmes transcriptionnels . La dormance unicellulaire décrit l'état de quiétude réversible dans lequel la cellule métastatique entre en réponse à des stimuli stressants, tout en exprimant le marqueur de prolifération Ki67 . L'homéostasie métabolique est maintenue à l’état dormant grâce à la régulation négative de deux des voies les plus étudiées qui sont activées au cours de l’oncogenèse, les voies de signalisation  RAS – MEK – ERK/MAPK et PI3K-AKT, qui jouent un rôle essentiel dans la gouvernance de la dormance des cellules cancéreuses .
Les facteurs sécrétés par les niches pré-métastatiques , tels que les protéines morphogénétiques osseuses dérivées des cellules mésenchymateuses et le growth arrest – specific 6 (GAS6), déplacent les cellules cancéreuses vers la dormance ,. Le facteur de croissance BMP7 active le gène suppresseur métastatique NMYC, gène régulant négativement la proteine NDRG1, entraînant une augmentation de l’activation de la kinase p38 , de l’expression de l’inhibiteur du cycle cellulaire p21 entraimant l’arrêt du cycle cellulaire .
Les interactions moléculaires entre la signalisation induite par les mitogènes et celle induite par le stress sont essentielles à la régulation de l'état de dormance/activation des cellules cancéreuses métastatiques. Le rapport entre  le signal extracellulaire ERK1/2 et la la kinase p38  régule le cycle cellulaire. Des niveaux élevés d'activité ERK1/2 favorisent la prolifération, tandis que des niveaux élevés de p38 favorisent la dormance. L'activité accrue de la kinase p38  déclenche l'activation de la réponse protéique , qui régule positivement l'activation du facteur de transcription 6, favorisant ainsi l'arrêt et la survie des cellules ,. L'activation des voies de signalisation du stress induit un état de quiétude soutenu lié à dormance.

##### Cellules dormantes en cluster
La dormance dans les grappes de cancers métastatiques se produit lorsque le taux de prolifération cellulaire au sein de la grappe est égal au taux d'apoptose. En tant que tel, le groupe tumoral ne se développe pas en micrométastase. Cet équilibre est obtenu grâce à une signalisation génique suppressive, une angiogenèse restreinte et/ou un microenvironnement immunitaire actif .
La signalisation génique suppressive peut être obtenue grâce à l'induction du gène DEC2, un gène suppresseur de tumeur. Le facteur de croissance transformant induit DEC2, qui inhibe la kinase dépendante des cyclines 4 et active p27, forçant la cellule à entrer dans un état de quiescence . Bloquer la formation de vaisseaux sanguins par l'activation de la thrombospondine-1  ou par l'inhibition des  protéines chaperons, tels que la protéine de choc thermique de 27  kDa , pousse les amas métastatiques dans un état dormant .
Le système immunitaire est également un facteur majeur dans du contrôle du cancer. Les cellules T et les cellules NK, en plus des macrophages, éliminent les cellules métastatiques par cytolyse . Les cellules tumorales dormantes expriment des antigènes faibles pour échapper au système immunitaire, ce qui pourrait être à l'origine d'une rechute après une immunothérapie .

##### Réveil des cellules dormantes

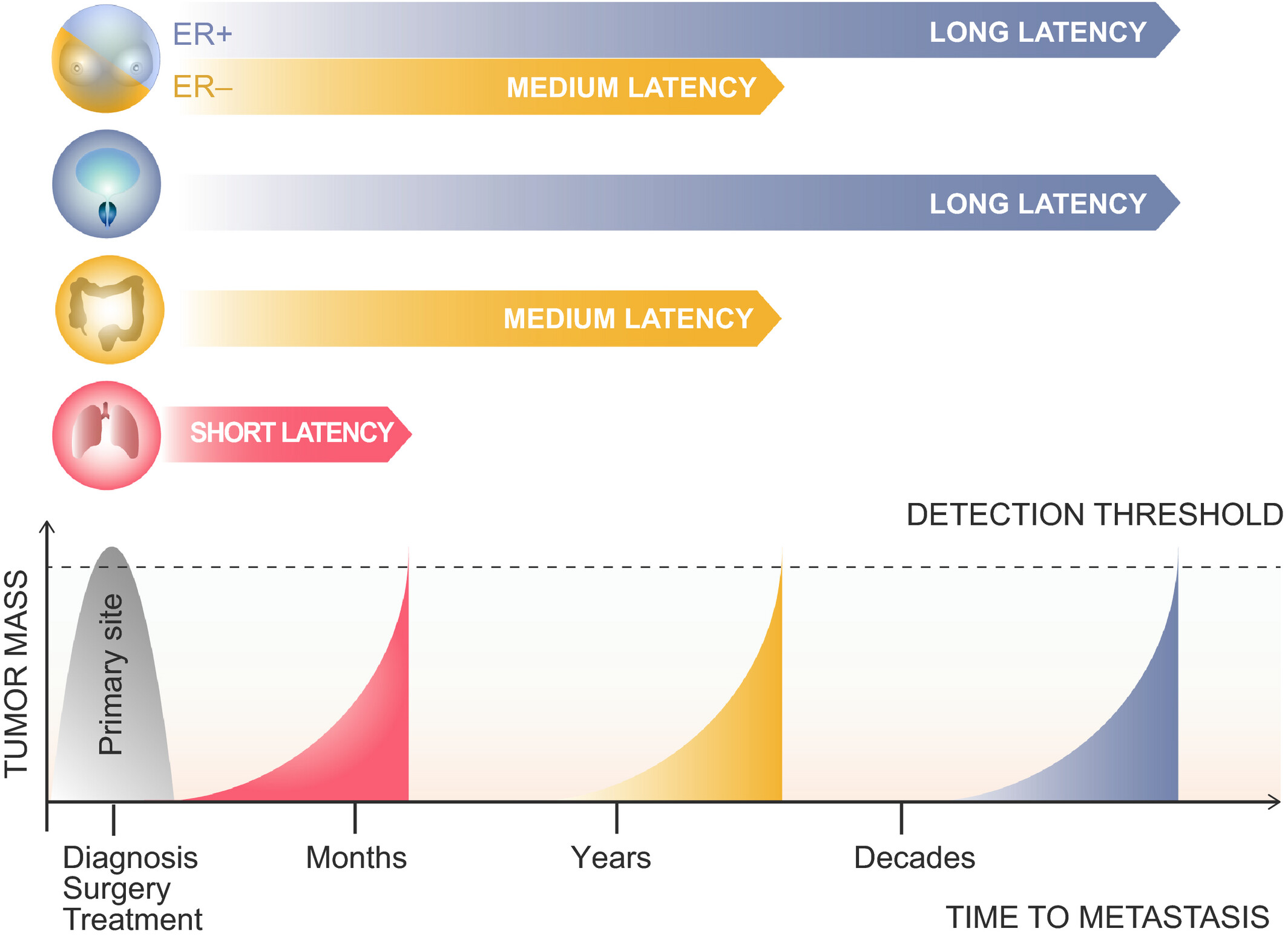
L'évolution temporelle des métastases cancéreuses. Une rechute métastatique peut survenir quelques mois, années ou décennies après le diagnostic, l'ablation et le traitement systémique de la tumeur primaire. Différents types de cancer présentent une variabilité dans la durée de latence : courte pour le cancer du poumon (rouge), moyenne pour le cancer du côlon et le cancer du sein ER− (jaune) et longue pour le cancer de la prostate et le cancer du sein ER+ (bleu). La ligne pointillée indique le seuil de détection des métastases symptomatiques.

Les chercheurs ont commencé à comprendre le processus qui permet à certaines cellules cancéreuses de devenir dormantes pendant un certain temps et de réapparaître plus tard avec une maladie récurrente. Ces cellules cancéreuses entrent dans un état de latence et de division lente en inhibant une voie de signalisation pilotée par la protéine WNT .De plus, ces cellules présentent des niveaux accrus des gènes de cellules souches SRY-box  et SOX9, qui permettent la croissance de nouvelles tumeurs si certaines conditions existent. Pour réduire la capacité du système immunitaire à les identifier, ces cellules cancéreuses dormantes régulent négativement l’expression de molécules reconnaissables par les cellules immunitaires . Cela permet aux cellules tumorales d’échapper à une réponse immunitaire jusqu’à ce que les conditions permettent le développement de métastases. Une inflammation persistante de l’organe hôte et l’établissement de pièges extracellulaires neutrophiles peuvent transformer les cellules cancéreuses dormantes en métastases agressives . D’autres pensent que le passage de la dormance à l’activation se produit en ce qui concerne l’organotropisme  , indiquant que le microenvironnement de l’hôte joue un rôle dans le réveil des cellules. de leur état de dormance .Plus important encore, il a été établi que des niveaux élevés d'ERK1/2 par rapport à p38 MAPK favorisent la réactivation.

#### La progression tumorale
La plasticité des cellules cancéreuses facilite le développement de la résistance au traitement et la progression maligne. La plasticité confère aux cellules cancéreuses la capacité de basculer dynamiquement entre un état différencié, avec un potentiel tumorigène limité, et un état de cellules indifférenciées, responsable de la croissance tumorale à long terme. Cependant, les chercheurs gardent espoir que la plasticité des cellules cancéreuses puisse être exploitée à des fins thérapeutiques. Certains ont forcé la trans différenciation des cellules cancéreuses du sein dans leur microenvironnement tumoral en adipocytes post-mitotiques et fonctionnels en utilisant une thérapie combinée d'inhibiteurs de la mitogen-activated protein kinase kinase (MEKK) et de rosiglitazone, un médicament antidiabétique, inhibant ainsi le processus métastatique . Les criblages in vivo à l'échelle du génome peuvent identifier de nouveaux hôtes. régulateurs de la colonisation métastatique. Des études in vivo ont identifié plusieurs gènes qui, lorsqu'ils sont perturbés, modifient la capacité des cellules tumorales à établir des métastases . Souvent, les cellules progénitrices endovasculaires fonctionnent comme des précurseurs des cellules endothéliales . Ces cellules progénitrices expriment le facteur de transcription SOX18 et ne sont donc pas affectées par les thérapies. qui ciblent le facteur de croissance de l’endothélium vasculaire. En supprimant la signalisation Notch, SOX18 est inhibée, ce qui arrête ensuite les métastases du mélanome dans les modèles murins .
Dans de nombreux cas, les glucocorticoïdes sont utilisés pour traiter les patients présentant des complications liées au cancer. La progression du cancer du sein est initiée par l’augmentation des taux d’hormones de stress et de glucocorticoïdes, qui activent ensuite les récepteurs glucocorticoïdes du site secondaire, améliorent la colonisation du cancer et diminuent les taux de survie .Cela suggère la prudence lors du traitement par corticothérapie des patientes atteintes d’un cancer.
Malgré l’efficacité affichée de la chimiothérapie cytotoxique dans le traitement du cancer du sein invasif, il a été démontré que le traitement présente des effets prométastatiques . Le paclitaxel et la doxorubicine déclenchent la production de vésicules extracellulaires dérivées de la tumeur dans des modèles de cancer du sein chimiorésistant chez la souris. Ces vésicules facilitent la colonisation de tumeurs sur des sites métastatiques dans les poumons .

#### Traitement par suppresseur de métastases

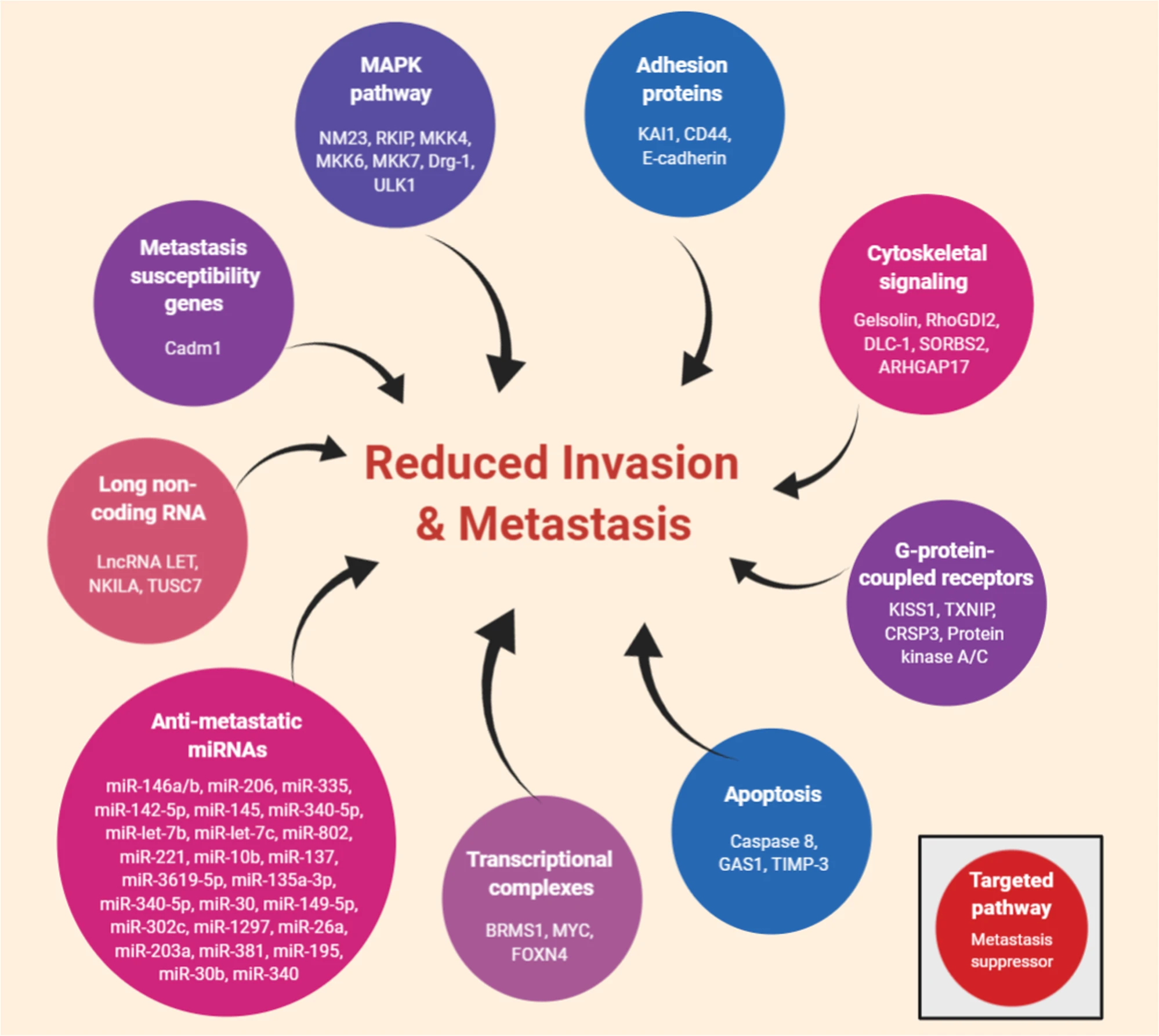
Gènes suppresseurs de métastases identifiés dans la littérature : les suppresseurs de métastases arrêtent la prolifération métastatique au niveau du site secondaire sans modifier le cancer primitif. Ils agissent via des voies de signalisation oncogènes pour supprimer l’invasion et l’éventuelle colonisation.

Les suppresseurs de métastases inhibent la croissance et la prolifération du cancer au niveau du site métastatique sans affecter la tumeur primaire ,.  Ils ciblent les voies oncogènes et les protéines impliquées dans l'invasion et l'éventuelle colonisation métastatique. Par exemple, la A-kinase-anchoring protein 8 est un facteur régulateur d'épissage qui supprime le microenvirronement tumoral et les métastases du cancer du sein . Dans les cellules hautement métastatiques, les suppresseurs de métastases sont généralement régulés négativement par rapport aux cellules tumorales primaires ,,. Au cours de la dernière décennie, un nombre important de suppresseurs de métastases ont été identifiés. Plus particulièrement, les micro-ARNs qui suppriment les oncogènes et inhibent la signalisation tumorigène ont été reconnus et explorés comme biomarqueurs potentiels et cibles des métastases.

## Métastase et cancer primaire
Théoriquement, une métastase est toujours la conséquence d’un cancer primaire, puisqu’il s’agit d’une tumeur dont le point de départ se trouve dans une ou plusieurs cellules cancéreuses situées dans une autre partie du corps. Malgré tout, plus de 10 % des patients qui se présentent aux services de cancérologie ont des métastases sans qu’on trouve une tumeur primaire. Dans ce cas, les médecins parlent d’une tumeur primaire « inconnue » ou « occulte ». Les études ont montré que si des questions simples ne permettent pas de connaître la source du cancer (quand on crache du sang, c’est probablement le poumon ; quand on urine du sang c’est probablement la vessie), une imagerie complexe ne fera pas mieux. Dans certains de ces cas, un cancer primaire apparaîtra par la suite.
L'utilisation de l'immunohistochimie permet aux anatomopathologistes de mettre un nom sur un grand nombre de ces métastases. Cependant, l'imagerie de la zone indiquée ne révèle que de temps en temps un cancer primaire. Dans des cas rares (de mélanome, par exemple), aucune tumeur primaire ne peut être trouvée, même à l'autopsie. On a donc été amené à penser que certaines tumeurs primaires peuvent régresser complètement tout en laissant leurs métastases derrière elles.

## Diagnostic des tumeurs cancéreuses primaires et secondaires
Dans une tumeur métastatique les cellules ressemblent à celles de la tumeur primaire. Une fois que le tissu cancéreux a été examiné au microscope pour déterminer le type de cellule, un médecin peut dire généralement si ce type de cellule se trouve normalement dans la partie du corps dont provient le tissu prélevé.
Par exemple, les cellules de cancer du sein ont le même aspect si on les trouve dans le sein ou si elles ont gagné une autre partie du corps. Ainsi, si un échantillon de tissu prélevé dans une tumeur du poumon contient les cellules qui ressemblent à des cellules de sein, le médecin jugera que la tumeur du poumon est une tumeur secondaire. Cependant, il peut être souvent très difficile de déterminer la tumeur primaire, et le pathologiste doit employer plusieurs mesures techniques associées, comme l’immunohistochimie, le FISH (hybridation fluorescente in situ) et quelques autres. Malgré les techniques utilisées, dans certains cas il n’est pas possible d’identifier la tumeur primaire.
On peut trouver des cancers métastatiques en même temps que la tumeur primaire, ou bien des mois voire des années plus tard. Quand on trouve une deuxième tumeur chez un patient qui a déjà été traité pour un cancer dans le passé, il s’agit plus souvent d’une métastase que d'une nouvelle tumeur primaire.

## Traitements des cancers métastatiques
Quand le cancer s’est métastasé, on peut le traiter par la chimiothérapie, la radiothérapie, la biothérapie, l’hormonothérapie, l'immunothérapie, la chirurgie, ou une combinaison de ces méthodes. Le choix du traitement dépend généralement du type de cancer primaire, de la taille et de l'emplacement de la métastase, de l'âge du patient et de sa santé générale, ainsi que des types de traitements employés précédemment. Pour les patients chez qui on a diagnostiqué une tumeur primaire occulte, il est toujours possible de traiter la maladie même si cette tumeur primaire ne peut pas être localisée.
Les traitements actuels n'aboutissent souvent pas à une guérison définitive. Toutefois, certaines tumeurs comme le cancer des testicules restent curables dans la plupart des cas même au stade métastatique.

## Sources de l'article
- Cet article est une traduction incomplète de Fares, J., Fares, M.Y., Khachfe, H.H. et al. Molecular principles of metastasis: a hallmark of cancer revisited.  Sig Transduct Target Ther 5, 28 (2020). https://doi.org/10.1038/s41392-020-0134-x paru sous licence Creative Commons Attribution 4.0 International.